# Torodi (département)
Torodi est un département de la région de Tillabéri au Niger.

## Géographie
Le département s'étend au sud-ouest de la région de Tillabéri, sur une superficie de 6 869 km2.
|              | Gothèye      | Kollo |
| Burkina Faso | Torodi       | Say   |
|              | Burkina Faso |       |

## Histoire
Le poste administratif de Torodi instauré en 1971, est séparé en 2011 du département de Say et élevé au statut départemental.

## Population
Selon le recensement général de la population et de l'habitat de 2012, le département compte 182 613 habitants. De 2001 à 2012, la population a augmenté en moyenne de 4,1 % par an (pour un accroissement national moyen de : 3,9 %). 

## Administration
Le département couvre deux communes rurales :
- Makalondi
- Torodi